# Tribute (Ozzy Osbourne)
Tribute is een livealbum van Ozzy Osbourne en Randy Rhoads en is precies vijf jaar na het overlijden van gitarist Randy Rhoads uitgegeven. Het album is uitgebracht ter herinnering aan deze gitaarvirtuoos en gitaarleraar, die op het moment van overlijden in de band van Ozzy Osbourne speelde. Het album heet eigenlijk: Ozzy Osbourne Randy Rhoads Tribute en is bekend als 'Randy Rhoads Tribute'.
Op de live dubbelelpee komen zowel nummers van Black Sabbath aan bod als nummers van albums van Ozzy Osbourne, met name waar Randy Rhoads ook aan had meegewerkt. De nadruk ligt (uiteraard) op het gitaarspel van Randy Rhoads. Het album haalde 2x platina in de Verenigde Staten, wat neerkomt op meer dan 2 miljoen verkochte albums.
Het album is opgedragen aan zijn moeder, Delores Rhoads.
De dubbelelpee bevat iets meer nummers dan de later uitgebrachte cd. (kant 4 is weggelaten op de cd)

## Tracklist (dubbelelpee)
I
- I Don't Know
- Crazy Train
- Believer
- Mr. Crowley

II
- Flying High Again
- Revelation (Mother Earth)
- Steal Away (The Night)
- (Drum Solo)

III
- Suicide Solution,  (Trivia over dit nummer)
- (Gitaarsolo)
- Iron Man
- Children Of The Grave
- Paranoid

IV
- Goodbye To Romance
- No Bone Movies
- Dee (Studio opnamen van Randy Rhoads)

## Bandleden
- Ozzy Osbourne - zang
- Randy Rhoads - gitaar
- Rudy Sarzo - basgitaar
- Don Airey - keyboard
- Tommy Aldridge - drums

## Billboard 200
- Het album behaalde een zesde plaats in de Billboard 200.[1]

## Bron
1. ↑  Billboard 200, Ozzy